# Lophuromys cinereus
Lophuromys cinereus (Dieterlen, 1974) è un roditore della famiglia dei Muridi endemico della Repubblica Democratica del Congo.

## Descrizione

### Dimensioni
Roditore di piccole dimensioni, con la lunghezza della testa e del corpo tra 110 e 129 mm, la lunghezza della coda tra 65 e 74 mm, la lunghezza del piede tra 20 e 24,5 mm, la lunghezza delle orecchie tra 17 e 20,5 mm e un peso fino a 56 g.

### Aspetto
La pelliccia è ruvida e screziata. Le parti dorsali sono grigio-brunastre con la base dei peli grigia, mentre le parti ventrali sono grigie chiare o grigio-brunastre, talvolta con una grossa macchia biancastra sul petto. Le zampe sono grigio-nerastre. La coda è lunga circa la metà della testa e del corpo, è scura, ricoperta di corte setole nerastre sopra e grigiastre sotto. Le femmine hanno un paio di mammelle pettorali e due paia inguinali. 

## Biologia

### Comportamento
È una specie terricola.

### Alimentazione
Si nutre di artropodi, molluschi e di parti vegetali.

### Riproduzione
Sono state catturate femmine con 6 embrioni.

## Distribuzione e habitat
Questa specie è conosciuta soltanto nelle vicinanze del Parco Nazionale del Kahuzi-Biega, presso il Lago Kivu, nella Repubblica Democratica del Congo centro-orientale.
Vive nelle paludi montane e nelle radure con prevalenza di alberi delle specie Hagenia abyssinica e Kotschya africana tra 2.275 e 2.350 metri di altitudine.

## Tassonomia
Alcuni autori considerano questa specie una variante geografica di Lophuromys flavopunctatus.

## Conservazione
La IUCN Red List, considerato che è conosciuta soltanto attraverso cinque individui e la regione dove è presente non è stata sufficientemente studiata, classifica L.cinereus come specie con dati insufficienti (DD).